# K'Andre Miller
K'Andre Miller (né le 21 janvier 2000 à Saint Paul dans l'État du Minnesota aux États-Unis) est un joueur américain de hockey sur glace. Il évolue au poste de défenseur.

## Biographie
Miller a changé de position pour devenir un défenseur au niveau High School. 
Le 22 juin 2018, il est repêché en 1er ronde, 22e au total, par les Rangers de New York lors du repêchage d'entrée dans la LNH 2018. Pour obtenir cette sélection, les Rangers ont transféré leurs 26e et 48e choix aux Sénateurs d'Ottawa en retour de ce 22e choix. 
Miller entame sa carrière universitaire en 2018-2019 avec l'Université du Wisconsin dans la NCAA.

## Statistiques

### En club
| Saison     | Équipe               | Ligue      |     | Saison régulière | Saison régulière | Saison régulière | Saison régulière | Saison régulière |   | Séries éliminatoires | Séries éliminatoires | Séries éliminatoires | Séries éliminatoires | Séries éliminatoires |
| Saison     | Équipe               | Ligue      | PJ  | B                | A                | Pts              | Pun              | PJ               | B | A                    | Pts                  | Pun                  |                      |                      |
| 2016-2017  | USNTDP               | USHL       | 34  | 0                | 7                | 7                | 12               | -                | - | -                    | -                    | -                    |                      |                      |
| 2017-2018  | USNTDP               | USHL       | 22  | 4                | 12               | 16               | 6                | -                | - | -                    | -                    | -                    |                      |                      |
| 2018-2019  | Badgers du Wisconsin | NCAA       | 26  | 5                | 17               | 22               | 18               | -                | - | -                    | -                    | -                    |                      |                      |
| 2019-2020  | Badgers du Wisconsin | NCAA       | 36  | 7                | 11               | 18               | 24               | -                | - | -                    | -                    | -                    |                      |                      |
| 2020-2021  | Rangers de New York  | LNH        | 53  | 5                | 7                | 12               | 20               | -                | - | -                    | -                    | -                    |                      |                      |
| 2021-2022  | Rangers de New York  | LNH        | 82  | 7                | 13               | 20               | 24               | 20               | 2 | 5                    | 7                    | 10                   |                      |                      |
| 2022-2023  | Rangers de New York  | LNH        | 79  | 9                | 34               | 43               | 47               | 7                | 0 | 1                    | 1                    | 4                    |                      |                      |
| 2023-2024  | Rangers de New York  | LNH        | 80  | 8                | 22               | 30               | 49               | 16               | 1 | 3                    | 4                    | 8                    |                      |                      |
| Totaux LNH | Totaux LNH           | Totaux LNH | 294 | 29               | 76               | 105              | 140              | 43               | 3 | 9                    | 12                   | 22                   |                      |                      |

## Trophées et honneurs personnels

### Ligue nationale de hockey
- 2020-2021 : sélectionné dans l'équipe d'étoiles recrues